# Тирлеле-Філіу
Тирлеле-Філіу (рум. Târlele Filiu) — село у повіті Бреїла в Румунії. Адміністративно підпорядковане місту Янка.
Село розташоване на відстані 129 км на північний схід від Бухареста, 43 км на південний захід від Бреїли, 132 км на північний захід від Констанци, 59 км на південний захід від Галаца.

## Населення
За даними перепису населення 2002 року у селі проживали 705 осіб, усі — румуни. Усі жителі села рідною мовою назвали румунську.